# Wapen van Rebecq

Wapen van Rebecq

Het wapen van Rebecq is het gemeentelijke wapen van de Waals-Brabantse gemeente Rebecq. Het wapen werd op 8 maart 2017 aan de gemeente toegekend.

## Geschiedenis
In 1925 kreeg de gemeente Quenast een wapen toegekend bestaande uit een groen schild met een zilveren toren, met daarop een rood schild met de letter Q. In 1977 werden de gemeenten Bierghes, Quenast en Rebecq-Rognon met een deel van Saintes samengevoegd tot de gemeente Rebecq. Delen van de oude wapens zijn opgenomen in het nieuwe wapen. Het schild komt van de oude gemeente Quenast, hierbij is alleen de gouden letter op het hartschild gewijzigd van een K in een R. Bierghes heeft wel ooit een zegel gehad, de rietschoof achter het huidige wapen verwijst naar dat zegel. De rozen verwijzen naar een van de twee schilden uit het wapen van Rebecq-Ragnon.

## Blazoenering
De blazoenering van het wapen uit 1981 luidt als volgt:
Sable à une tour crénelée d’argent chargée en coeur d’un écusson de gueules à un R d’or, l’écu posé sur une gerbe de joncs entremêlés de trois roseaux et encadré de deux tiges de rosiers sauvages fleuries et boutonnées, le tout au nature.

In het Nederlands: Sabel een gekanteelde toren van zilver beladen met een hartschild van keel met de letter R van goud, het schild is geplaatst op een krans van riet gemengd met drie rietsigaren en omlijst door twee stengels van wilde rozenstruiken in bloei en dichtgeknoopt, alles in natuurlijke kleur.
Het wapen is officieel zwart van kleur, maar wordt op de gemeentesite en hier op Wikipedia als groen afgebeeld, met een gouden in plaats van een zilveren toten.